# Saturnino García
Saturnino García (Bariones de la Vega, 5 de febrero de 1935) es un actor español. De joven emigró con su familia a Baracaldo, Vizcaya, donde trabajó como peón metalúrgico.
En 1966 entró a formar parte de un grupo de teatro universitario que obtuvo grandes éxitos en sus montajes. En 1969, por fin, fundó una compañía de teatro infantil abrazando ya de forma total la profesión de actor, actuando como mimo, mago o payaso y alternando esta actividad con el cine y el teatro.
Ha obtenido los premios Goya al mejor actor revelación, mejor actor en el Festival Internacional de Sitges, mejor actor El Mundo del País Vasco y mejor actor en el Festival de Cine Valladolid, por su celebrado papel en la película Justino, un asesino de la tercera edad.
Publicó su autobiografía titulada Del dónde y cómo al porqué en agosto de 2006.

## Filmografía

### Largometrajes
| 2023                                            | Alimañas                               |                              | Jordi Sánchez, Pep Antón Gómez                                                            |
| 2023                                            | Desmadre incluido                      |                              | Miguel Martí                                                                              |
| 2022                                            | Hotel Colón: confinamiento incluido    | Eusebio                      | Miguel Martí                                                                              |
| 2021                                            | Y todos arderán                        | Padre Gabriel                | David Hebrero                                                                             |
| 2020                                            | Amalia en el otoño                     | Ignacio                      | Octavio Lasheras y Anna Utrecht                                                           |
| 2020                                            | Vampus Horror Tales                    | Sr. Fettes                   | Erika Elizalde, Pablo Moreira, Isaac Berrocal, Manuel Martínez Velasco y Víctor Matellano |
| 2019                                            | Un tiempo precioso                     | Agapito                      | Miguel Molina                                                                             |
| 2018                                            | Onyx: los reyes del Grial              | Orfebre medieval             | Roberto Girault                                                                           |
| 2018                                            | Tiempo después                         | Pastor                       | José Luis Cuerda                                                                          |
| 2018                                            | Media hora (y un epílogo)              | Anciano                      | Epigmenio Rodríguez                                                                       |
| 2018                                            | En las estrellas                       | Mendigo                      | Zoe Berriatúa                                                                             |
| 2017                                            | Abracadabra                            | Mariano                      | Pablo Berger                                                                              |
| 2016                                            | Relaxing Cup of Coffee                 | Don Domingo                  | José Semprún                                                                              |
| 2014                                            | Wax                                    | Zacherley                    | Víctor Matellano                                                                          |
| 2012                                            | La venta del paraiso                   |                              | Emilio Ruiz Barrachina                                                                    |
| 2010                                            | Empusa                                 | Sacaluga                     | Paul Naschy                                                                               |
| 2008                                            | Sangre de mayo                         | Moribundo                    | José Luis Garci                                                                           |
| 2008                                            | Road Spain                             | Aurelio                      | Jordi Vidal                                                                               |
| 2007                                            | Shevernatze, un ángel corrupto         | Juan Ángel                   | Pablo Palazón                                                                             |
| 2006                                            | Locos por el sexo                      | Basilio                      | Javier Rebollo                                                                            |
| 2005                                            | Sinfonía de ilegales                   | Capitán Godot                | José Luis de Damas                                                                        |
| 2004                                            | Legami sporchi                         |                              | Giorgio Molteni                                                                           |
| 2004                                            | El Lobo                                | Jubilado                     | Miguel Courtois                                                                           |
| 2004                                            | Agujeros en el cielo                   | Jefe de radio                | Pedro Mari Santos                                                                         |
| 2004                                            | FBI: Frikis Buscan Incordiar           | Inspector Jefe               | Javier Cárdenas                                                                           |
| 2004                                            | Rojo sangre                            | Vendedor de cuchillos        | Christian Molina                                                                          |
| 2003                                            | Buen viaje, Excelencia                 | Franquista bar 1             | Albert Boadella                                                                           |
| 2003                                            | Cosa de brujas                         | Nemesio                      | José Miguel Juárez                                                                        |
| 2002                                            | El último tren                         | De León                      | Diego Arsuaga                                                                             |
| 2001                                            | Miel para Oshún                        | Armando Regalado             | Humberto Solás                                                                            |
| 2001                                            | Marujas asesinas                       | Anselmo                      | Javier Rebollo                                                                            |
| 2000                                            | La donna del delitto                   |                              | Corrado Colombo                                                                           |
| 2000                                            | Lista de espera                        | Avelino                      | Juan Carlos Tabío                                                                         |
| 1999                                            | La mujer más fea del mundo             | El forense                   | Miguel Bardem                                                                             |
| 1999                                            | Goya en Burdeos                        | Cura y San Antonio           | Carlos Saura                                                                              |
| 1999                                            | Lisboa                                 | Bruno                        | Antonio Hernández                                                                         |
| 1999                                            | Pirata                                 | Maxi                         | Lluís Maria Güell                                                                         |
| 1998                                            | Atilano, presidente                    | El ahorcado                  | Santiago Aguilar y Luis Guridi                                                            |
| 1998                                            | Quince                                 | Padre                        | Francisco Rodríguez Fernández                                                             |
| 1998                                            | Entre todas las mujeres                | Sangóniz                     | Juan Ortuoste                                                                             |
| 1998                                            | Insomnio                               | Padre de Isabel              | Chus Gutiérrez                                                                            |
| 1997                                            | Gracias por la propina                 | Carraca                      | Francesc Bellmunt                                                                         |
| 1997                                            | Sólo se muere dos veces                | Muerte                       | Esteban Ibarretxe                                                                         |
| 1996                                            | Eso                                    | Marcial                      | Fernando Colomo                                                                           |
| 1996                                            | Matías, juez de línea                  | Justino                      | Santiago Aguilar y Luis Guridi                                                            |
| 1995                                            |                                        |                              |                                                                                           |
| Alma gitana                                     | Luis                                   | Chus Gutiérrez               |                                                                                           |
| El día de la bestia                             | Sacerdote anciano                      | Álex de la Iglesia           |                                                                                           |
| Boca a boca                                     | Padre de Víctor                        | Manuel Gómez Pereira         |                                                                                           |
| Salto al vacío                                  | Luis                                   | Daniel Calparsoro            |                                                                                           |
| Nadie hablará de nosotras cuando hayamos muerto | Ramiro                                 | Agustín Díaz Yanes           |                                                                                           |
| Así en el cielo como en la tierra               | Tabernero                              | José Luis Cuerda             |                                                                                           |
| Hotel y domicilio                               | Recepcionista                          | Ernesto Del Río              |                                                                                           |
| Una casa en las afueras                         | Jefe de obra                           | Pedro Costa                  |                                                                                           |
| Belmonte                                        | Médico Arahal                          | Juan Sebastián Bollaín       |                                                                                           |
| Cuernos de mujer                                | Enfermero                              | Enrique Urbizu               |                                                                                           |
| 1994                                            | Sálvate si puedes                      | Taxista                      | Joaquín Trincado                                                                          |
| 1994                                            | Siete mil días juntos                  | Marido de Juliana            | Fernando Fernán Gómez                                                                     |
| 1994                                            | Justino, un asesino de la tercera edad | Justino                      | Santiago Aguilar y Luis Guridi                                                            |
| 1994                                            | Todo es mentira                        | Padre de Lucía               | Álvaro Fernández Armero                                                                   |
| 1994                                            | Cómo ser infeliz y disfrutarlo         | Satur                        | Enrique Urbizu                                                                            |
| 1993                                            | Acción mutante                         | César "Quimicefa" Revenstein | Álex de la Iglesia                                                                        |
| 1991                                            | No me compliques la vida               | Benito                       | Ernesto Del Río                                                                           |
| 1991                                            | Todo por la pasta                      | Romero                       | Enrique Urbizu                                                                            |
| 1991                                            | Amantes                                | Pueblerino                   | Vicente Aranda                                                                            |
| 1990                                            | A solas contigo                        | Paco                         | Eduardo Campoy                                                                            |
| 1988                                            | El tesoro                              | Cabrero                      | Antonio Mercero                                                                           |
| 1986                                            | El viaje a ninguna parte               | Camarero                     | Fernando Fernán Gómez                                                                     |
| 1980                                            | Y al tercer año, resucitó              | Hombre que puja 200 pesetas  | Rafael Gil                                                                                |

### Cortometrajes
| Año  | Título                            | Personaje            | Dirección                      |
| ---- | --------------------------------- | -------------------- | ------------------------------ |
| 2023 | Tierra de nuestras madres         | Madre                | Liz Lobato                     |
| 2022 | Isvyka                            | Anciano              | Jorune Greiciute               |
| 2018 | Llámame Vampus                    | El ladrón de cuerpos | Víctor Matellano               |
| 2018 | Tercera edad                      | Ignacio              | Octavio Lasheras               |
| 2016 | Campeón                           | Hombre mayor         | Hugo De la Riva                |
| 2014 | Estado de bienestar               | Anciano              | Jorge Calvo                    |
| 2008 | Mañana                            | Tomás                | Julio Diez Cornejo             |
| 2008 | 219                               | Hombre perseguido    | Miguel Del Barrio              |
| 2007 | Cuando estés viejo                | Nicolás              | Guillermo Luna                 |
| 2005 | ¿Cuánto falta?                    | Abuelo               | Valle Hidalgo                  |
| 2005 | La canción de Fémerlin            | Fémerlin             | Manuel Pena                    |
| 2005 | Sofía                             | Abuelo               | Álvaro Brechner                |
| 2005 | Contratiempos                     | Jefe zapatería       | Antonio Gómez-Olea             |
| 2004 | Héroe de verdad                   | Médico               | María Rodríguez-Rabadán        |
| 2004 | El último negocio                 | Sr. Lutzardo         | Jaime Falero                   |
| 2004 | Hombre sin hombre                 | Saturnino            | Michel Gaztambide              |
| 2003 | O derradeiro grolo                |                      | Olalla Piñeiro                 |
| 2003 | La culpa, todita, del tío Esteban | Tío Esteban          | Vicente Seva                   |
| 2003 | Se buscan abrazos                 | Don José             | Manuel García Serrano          |
| 2002 | Aquí no hay playa                 | Padre                | Rubén Coca                     |
| 2002 | El matutero                       | Alcalde              | Jesús Solera                   |
| 2001 | Retruc                            | Cliente bar          | Francesc Talavera              |
| 2000 | El puzzle                         | Enrique              | Belén Macías                   |
| 1999 | Ayuda                             | Pedro                | Eva María Franco               |
| 1999 | Tu-no                             | Froilán              | Aritz Lekuona                  |
| 1999 | Lorca                             | Carcelero            | Iñaki Elizalde                 |
| 1999 | La isla de la tortuga             | Guarda               | Jesús del Cerro                |
| 1999 | El lanzador de Martillo           |                      | Pedro Mari Santos              |
| 1998 | Calvos anónimos                   | Peluquero            | Ángel Gonzalvo y Julián Martín |
| 1997 | Destiempo                         | Vecina               | Laura Belloso                  |
| 1997 | La raya                           | Don Agustín          | Andrés M. Koppel               |
| 1996 | Blanca o la luna                  |                      | Laura Belloso                  |
| 1995 | Adiós Toby, adiós                 | Hombre perrera       | Ramón Barea                    |
| 1994 | Alsasua 1936                      | Saturnino            | Helena Taberna                 |
| 1990 | Mirindas Asesinas                 | Pobre diablo         | Álex de la Iglesia             |